# Calliephialtes rojasi
Calliephialtes rojasi är en stekelart som beskrevs av Gauld, Ugalde och Paul E. Hanson 1998. Calliephialtes rojasi ingår i släktet Calliephialtes och familjen brokparasitsteklar. Inga underarter finns listade.